# Rogue Company
Rogue Company (ローグカンパニー)は、First Watch Gamesが開発し、Hi-Rez Studiosより配信されている基本プレイ無料のサードパーソン・シューティングゲーム。Microsoft Windows、PlayStation 4、PlayStation 5、Xbox One、Xbox Series X/S、Nintendo Switchでのクロスプレイ・クロスセーブに対応している。

## 概要
レインボーシックス シージのような拠点爆破型ルールをよりシンプルにして、TPSにしたような作品。VALORANTと似た武器購入システムが採用されていることから、パクりだと言われたが、開発自体はほぼ同時期から行われている。
プレイヤーは「ローグ」と呼ばれる個性的なキャラクターを操作し、それぞれの固有能力を駆使して勝利を目指す、という内容がゲーム全体で共通する。
複数のゲームモードやステージが存在する他、ローグの装備も様々で組み合わせは50通り以上とも。
攻撃側と防御側に分かれるゲームとしては珍しく、左右線対称のステージも存在する。

## ゲーム内容

### ゲームモード
いずれのゲームモードでも、「ローグ」と呼ばれるそれぞれ異なる武器やアビリティを持ったキャラクターを選択し、4対4に分かれて戦う。期間限定で2対2に分けれて戦う「ウィングマン」というモードが存在していた。エクストラクションが期間限定モードになり代わりに、4対4、6対6で移動する丘を確保しながら戦う「キング・オブ・ザ・ヒル」が追加された。2021年12月15日には、バトロワ風のモード「バトルゾーン」が追加。

#### デモリション
A地点、B地点があり、攻撃側は制限時間内にA、又はB地点内に爆弾を設置し、爆破させた場合、または敵を全滅させた場合ラウンド勝利となり、防衛側は、爆弾が設置される前に敵を全滅させるか、制限時間が尽きるか、爆弾を解除した際ラウンド勝利となる。 １ラウンドごとに勝利側も敗北側にも報酬が配布され、２ラウンド目にはギリギリ一つ武器を買う分のお金が配布される。アシストやキルの分だけ報酬も増す。 最大１８ラウンドまでプレイすることが可能で、どちらかのチームが９ラウンド勝利した際、そのチームがマッチ勝利する。尚、合計８ラウンド目でハーフタイムとなり、攻撃側と防衛側が逆になる。その際、使用するキャラクターを変更することもできるが、いずれにせよ以前購入した武器やグレネードなどはすべてリセットされる。

#### ストライクアウト
１ラウンド目から武器を買う分の金が配布される。 両チーム16チケット所持していて、キルされる度に１枚消費され、残ってる分だけリスポーンできる。 敵チームのチケット数が0の時に全滅させればラウンド勝利となり、最大6ラウンドの中、3ラウンド勝利したチームがマッチ勝利になる。 一般的なチームデスマッチとの違いとして、マップ上に一つは「目標」があり、味方チームが確保すると、定期的に敵チームのチケットを減少させられる。

#### エクストラクション
マップの中心に目標があり、コンピューターをハッキングし、一定時間防衛したチームがラウンド勝利になる。 最大１０ラウンドまでプレイ可能で、５ラウンド勝利したチームがマッチ勝利となる。 デモリション同様、１ラウンドごとに報酬が配布され、２ラウンド目には武器を買う分の報酬が与えられ、キルやアシストの分だけ報酬が増す。 もし味方チームが敵にハッキングされたコンピューターを取り戻した際、味方チームの勝利となる。 コンピューターがハッキングされてないときに全滅、又はハッキングしてないチームが全滅した際、そのチームは負けとなる。現在はキング・オブ・ザ・ヒルと入れ替わり期間限定モードになった。

#### ランクマッチ
ゲームルールはデモリション。最初の10マッチは「認定マッチ」と呼ばれ、その10マッチのスコアによりシーズン最初のランクが決まる。ゲームに勝利するとランクポイントが手に入り、一定数ランクポイントが集まると次のランク帯にランクアップする。ランクはシーズン毎にリセットされる。

#### 射撃訓練場
好きなローグで遊べる練習用モード。止まるターゲットや動くターゲットなどを撃ってエイム練習を行ったりすることができる。
2021年9月7日の「ランウェイ アップデート」にて、ビジュアルが一新された。

#### トレーニング
デモリション、ストライクアウトと同じルールでAIが操作するbotを相手に練習できる。

## キャラクター
各キャラクターの大半は、ゲーム上に存在する架空の傭兵部隊「Rogue Company」に「ローグ（Rogue/傭兵）」として所属している。現在までで使用可能ローグは合計21人存在する。
ローグは、強襲や各個撃破が得意な「デュエリスト」、防衛の突破や突撃の火種を作る「ブリーチャー」、索敵能力に長けた「インテル」、長距離射撃に向いた「スナイパー」一地点の防衛力に優れた「ディフェンス」、味方の支援を主軸とする「サポート」の6タイプに大きく分けられている。
また、各ローグ任意発動能力の「アビリティ」、自動発動能力の「パッシブ」があり、更にロードアウトとして「メイン武器種」「サブ武器」「近接武器」「ガジェット」、そして追加能力の「パーク」が設定されている。また、メイン武器は最初はローグ毎に2つのみだが、同じ武器種で一定以上使い込んだものなら、追加で使用可能になる。

アンビル（Anvil）
重装備に身を包んだ渋い声の男性ローグ。タイプはディフェンス。初期から使用可能。
アビリティは、銃弾や爆発を受け止める「バリケード」の設置、パッシブは一部ガジェットやアビリティの妨害を受けなるなる「耐性」。使用メイン武器は、ライトマシンガンとショットガン。
グリッチ（Glitch）
ホログラムのように表示された顔で素顔を覆ったローグ。タイプはブリーチャー。
アビリティは自身の周囲の相手ローグの能力と設置物を「ハッキング」により無力化する。パッシブはアビリティ範囲内の設置物を透視する「洞察」。使用メイン武器はショットガンとサブマシンガン。
ケストレル（Kestrel）
シーズン1開始と同時に追加されたインド人女性のローグ。タイプはデュエリスト。とある企業のトップであり富豪。
アビリティは6機の小型ドローンを目標地点まで飛ばし爆発を起こす「ヘイロードローン」、パッシブは敵を撃破する度に装備購入用の追加資金を入手できる「伝説の契約」。使用メイン武器はアサルトライフルとサブマシンガン。
シーカー（Seeker）
オリンピックでアーチェリー金メダルの実績を持つ若手男性ローグ。イヤホンをしているが、音の聞こえ方は他ローグと同じ。タイプはインテル。
アビリティはバウンドしながら飛び、周囲の敵を表示する矢を放つ「アロースキャナー」、パッシブは壁や床で跳ね返った矢やグレネードの与ダメージが2倍になる「リコシエ」。使用メイン武器はアサルトライフルとマークスマンライフル。
シグリッド（Sigrid）
テロ活動などに対抗してきた、強靭な肉体を持つ女性ローグ。タイプはブリーチャー。
アビリティで「バリスティックシールド」を展開し強引な前進が可能、パッシブはしゃがみ中の移動速度が上昇する「アスリート」。使用メイン武器はショットガンとサブマシンガン。
スイッチブレード（Switchblade）
シーズン3開始と同時に登場したパンクファッションの女性ローグ。タイプはブリーチャー。
アビリティは広範囲を燃やすランチャーを撃つ「カオスランチャー」、パッシブはガジェットやアビリティを発動後、短時間移動速度が上昇する「ファスト&フライト」。使用メイン武器はアサルトライフルとサブマシンガン。
スコーチ（Scorch）
右腕に「ロージー」という名の義腕を付けた女性ローグ。タイプはデュエリスト。
アビリティは一定時間、自身の攻撃が相手に炎で追加ダメージを与える「オーバーヒート」、パッシブは炎のダメージを受けない「耐火性」。使用メイン武器はサブマシンガンとショットガン。
セイント（Saint）
ドレッドヘアーのお調子者な男性ローグ。タイプはサポート。初期から使用可能。
アビリティはダウン状態の味方の元にドローンを飛ばし、遠隔で蘇生を行う「復活ドローン」、パッシブは蘇生を完了したとき、蘇生した味方とセイント自身を即座に回復する「医療エキスパート」。使用メイン武器はアサルトライフルとマークスマンライフル。
タロン（Talon）
日本で用心棒として活躍していた男性ローグ。タイプはインテル。
アビリティはダーツを投げ、周囲の敵の位置をレーダーに表示する「レーダーダート」
、パッシブは離れた武器やダーツを遠隔で回収する「マググローブ」。使用メイン武器はサブマシンガンとマークスマンライフル。
ダラス（Dallas）
元レンジャー部隊所属の男性ローグ。タイプはインテル。初期から使用可能。
アビリティは最も近い相手を短時間透視する「ターゲットファインダー」、パッシブは敵を倒す度にアビリティが発動可能になる「リチャージ」。使用メイン武器はアサルトライフルとマークスマンライフル。唯一サブ武器が同じローグがいない。
ダリア（Daria）
オープンβテスト開始と同時に追加された、本作初の追加ローグ。女性。タイプはサポート。
アビリティ「デンジャークロース」を使うと味方１人とリンク状態になり、常に互いのHPが確認できるようになる。また、リンクした味方が自身が30m以内でダウンした場合、アビリティ再発動で遠隔蘇生できる。パッシブはリンクした味方のパッシブを自身にも適応する「バディシステム」。使用メイン武器をサブマシンガンとマークスマンライフル。
チャク（Chaac）
厳めしいフェイスペイントを施した男性ローグ。タイプはデュエリスト。
アビリティ「レイジ」は自身の体力を一時的に増加させる。また、ダウン時に使用すれば蘇生無しでダウンから回復できる。パッシブはダウン時の体力が増え、ダウン状態でもドッジロールができる「砂岩」。使用メイン武器はサブマシンガンとショットガン。
ディマ（Dima）
厳つい見た目の仮面で頭を覆ったローグ。タイプはブリーチャー。
アビリティは３つの子弾に分裂し爆発するランチャーを発射する『多弾頭ランチャー』、パッシブは自身のアビリティやガジェットで爆発ダメージを与えた敵が短時間透過表示される『炎上』。使用メイン武器はアサルトライフルとマークスマンライフル。
トレンチ（Trench）
Rogue Companyの創立初期から所属するチームのまとめ役的立ち位置。タイプはディフェンス。
アビリティは相手が踏んでいる間移動速度低下と継続ダメージを与える有刺鉄線を展開する『有刺鉄線グレネード』、パッシブは自身のガジェットの保有数が1個増える『ガジェットアップ』。使用メイン武器はアサルトライフルとマークスマンライフル。
ファントム（Phantom）
人工遺伝子により作られた人造人間。タイプはスナイパー。
アビリティは範囲内に入った相手を透過表示するスモークを展開する『スモーク』、パッシブはファントムがダメージを与えた敵の自動回復の開始が遅くなる『重症』。使用メイン武器はスナイパーライフルとアサルトライフル
フィクサー（The Fixer）
スーツに手袋と整った装いにゴーグルを身につけたローグ。オープンベータ開始からシーズン1開始までに追加されたローグ。タイプはスナイパー。

キャノン（cannon)

アンブラ
マック（Mac）
ランウェイ（Runway）
ランサー（Lancer）
ローニン（Ronin）
ヴィー（Vyy）

## 略歴
- 2019年
  - 9月5日 - 制作発表[4]。
- 2020年
  - 7月21日 - クローズドベータテストを開始[5]。
  - 10月1日 - オープンベータテストを開始[6]。
- 2021年
  - 2月3日 - シーズン1開始。新ローグの「ケストレル」「シーカー」が追加。
  - 5月3日 - シーズン2開始。新ローグ「マック」追加。
  - 7月6日 - シーズン3開始。新ローグ「スイッチブレード」「ランウェイ」追加。武器マスタリーが解禁。同タイプでマスタリーが5以上の武器は全ローグで使用可能に。